# Miller Peak, Östantarktis
Miller Peak är en bergstopp i Antarktis. Den ligger i Östantarktis. Nya Zeeland gör anspråk på området. Toppen på Miller Peak är 2 422 meter över havet, eller 464 meter över den omgivande terrängen. Bredden vid basen är 3,8 km.
Terrängen runt Miller Peak är kuperad norrut, men söderut är den bergig. Miller Peak ligger uppe på en höjd som går i nord-sydlig riktning. Trakten är obefolkad. Det finns inga samhällen i närheten. 